# Cratere Doppelmayer

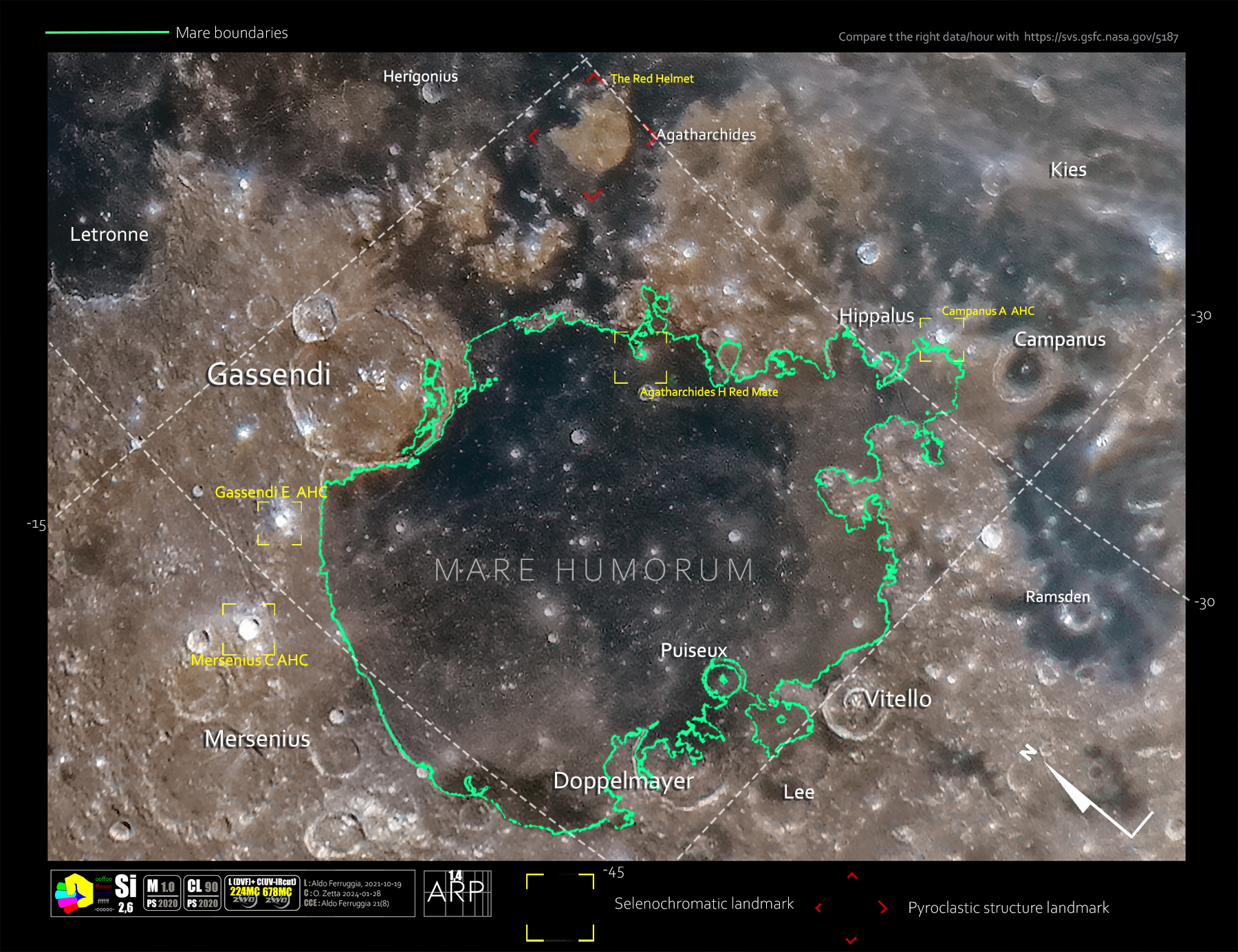
Doppelmayer in un'immagine selenocromatica (Si) dell'area di Mare Humorum in Proiezione Rettificata Alterata (ARP); l'immagine contiene alcuni reperi selenocromatici

Doppelmayer è un cratere lunare di 65,08 km situato nella parte sud-occidentale della faccia visibile della Luna.
Il cratere è dedicato al matematico tedesco Johann Gabriel Doppelmayer.

## Crateri correlati
Alcuni crateri minori situati in prossimità di Doppelmayer sono convenzionalmente identificati, sulle mappe lunari, attraverso una lettera associata al nome.
| Doppelmayer | Coordinate            | Diametro (in km) |
| ----------- | --------------------- | ---------------- |
| A           | 29°50′24″S 43°10′12″W | 10,14            |
| B           | 30°30′S 45°33′W       | 11,62            |
| C           | 30°19′48″S 44°07′12″W | 7,18             |
| D           | 31°50′24″S 45°54′36″W | 8,64             |
| G           | 28°55′48″S 45°01′12″W | 13,36            |
| H           | 28°51′00″S 43°21′36″W | 10,53            |
| J           | 24°31′12″S 41°12′00″W | 5,68             |
| K           | 24°02′24″S 40°47′24″W | 5,68             |
| L           | 23°39′00″S 40°37′48″W | 4,59             |
| M           | 29°23′24″S 44°04′12″W | 13,78            |
| N           | 29°12′36″S 44°42′00″W | 5,37             |
| P           | 29°05′24″S 42°52′12″W | 9,9              |
| R           | 29°15′36″S 43°19′48″W | 3,74             |
| S           | 28°08′24″S 43°43′12″W | 4,63             |
| T           | 25°58′12″S 43°22′12″W | 3,02             |
| V           | 29°49′12″S 45°42′36″W | 6,66             |
| W           | 33°35′24″S 45°45′36″W | 7,48             |
| Y           | 33°08′24″S 46°10′12″W | 8,83             |
| Z           | 33°01′12″S 46°31′12″W | 10,48            |